# Jerzy Świrski
Jerzy Włodzimierz Świrski, född 5 april 1882, död 12 juni 1959, var en polsk viceamiral och officer i både den ryska flottan och sedermera den polska flottan.
Han tjänstgjorde i den ryska Svartahavsflottan fram till första världskrigets slut. 1918 så gick han in i den polska flottan och 1925 blev han chef för densamma en post som han höll till 1947 (i den polska exilregeringen i London från 1939). Efter andra världskriget valde Świrski att stanna i Storbritannien.